# National Semiconductor
A National Semiconductor Corporation, röviden NatSemi vagy National egy volt amerikai félvezető- és integrált áramkör-gyártó cég, amely főleg analóg eszközökre és alrendszerekre specializálódott. A társaság székhelye a kaliforniai Santa Clara városában volt, az Egyesült Államokban. 2011 őszén megvásárolta és magába olvasztotta a Texas Instruments.

## Története
A National céget 1959. május 27-én alapította a Sperry Rand Corporation néhány mérnöke a Connecticut állambeli Danbury-ben. 1967-ben költözött központjába, a kaliforniai Santa Clara városába. Az évek során a National több más vállalatot is felvásárolt, így például a Fairchild Semiconductor céget 1987-ben, a Cyrix mikroprocesszor-gyártót 1997-ben, ám később meg is vált ezektől a cégektől, az analóg technika hangsúlyának erősödése miatt. A Fairchild Semiconductor 1997-ben ismét függetlenné vált, a Cyrix mikroprocesszor-gyártó részlegét pedig 1999-ben eladták a tajvani VIA Technologies-nek.
A National „Information Appliance Division” részlegét 2003-ban az AMD vásárolta meg. Az egyéb termékcsoportok gyártása, mint a digitális vezeték nélküli csipkészletek, képérzékelők, PC ki-/bemeneti csipkészletek előállítása megszűnt vagy eladták azokat. A National átalakult, ennek célja a nagyteljesítményű analóg félvezető eszközök gyártására való specializálódás volt. 2011. szeptember 23-án a céget megvásárolta a Texas Instruments 6 500 000 000 dollárért.

## Termékei

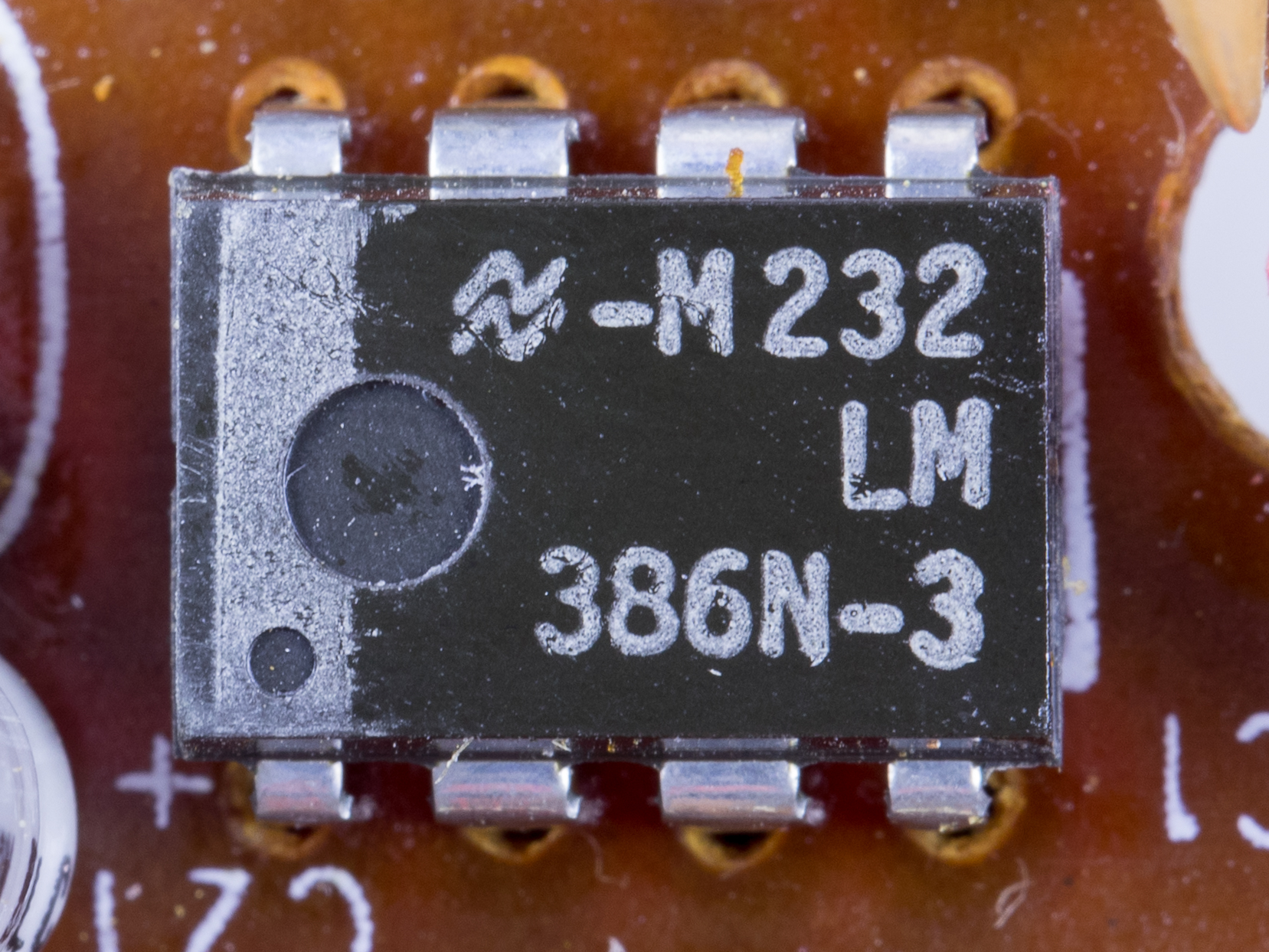
LM386 National Semiconductor műveleti erősítő

A National Semiconductor termékportfoliójában a TI felvásárlás előtti termékek a következők: energiagazdálkodás (power management), hang- és műveleti erősítők, kommunikációs interfész termékek, szenzorok, érzékelők és adatfeldolgozó áramkörök. Ezeket a termékek integrálódtak a Texas Instruments termékpalettájába, és 2011 után a National Semiconductor neve nem szerepelt többé a termékek újabb sorozatain.

### Mikroprocesszorok
Bár a National főleg az analóg félvezetőkre és áramkörökre koncentrált, ezek mellett digitális eszközöket is készített, például logikai modulokat / építőelemeket, memóriákat és mikroprocesszorokat. Mikroprocesszorai között megtalálható
- az IMP-00A 4 bites bitszelet processzor (1973), ennek kiegészítővel,
  - az IMP-4, IMP-8 és IMP-16A rögzített utasításkészletekkel,
- az IMP-16 16 bites többcsipes mikroprocesszor (1973),
- a PACE 16 bites egycsipes processzor (1974),
- az SC/MP 8 bites egycsipes processzor 1977-től az 1980-as évek első feléig,
- az NS320xx 32 bites mikroprocesszor-sorozat (1985),
- és az AMD Geode processzor.

## Telephelyek
A National gyártó létesítményekkel rendelkezett South Portland (USA), Greenock (Skócia) és Malacca (Malajzia) helyszíneken, mások már 2009-ben bezártak, így az Arlington (USA) és a Suzhou (Kína) helyszíneken lévő telephelyek. 18 fejlesztési központjának mintegy fele az Egyesült Államokban található, a többi Európában és Ázsiában. A cég európai központja Németországban volt, Fürstenfeldbruckban.

## Fordítás
Ez a szócikk részben vagy egészben  a   National Semiconductor című német Wikipédia-szócikk ezen változatának fordításán alapul.  Az eredeti cikk szerkesztőit annak laptörténete sorolja fel. Ez a jelzés csupán a megfogalmazás eredetét és a szerzői jogokat jelzi, nem szolgál a cikkben szereplő információk forrásmegjelöléseként.